# Tobed (kommunhuvudort)
Tobed är en kommunhuvudort i Spanien.   Den ligger i provinsen Provincia de Zaragoza och regionen Aragonien, i den nordöstra delen av landet, 220 km nordost om huvudstaden Madrid. Tobed ligger 650 meter över havet och antalet invånare är 249.
Terrängen runt Tobed är huvudsakligen kuperad. Tobed ligger nere i en dal. Runt Tobed är det mycket glesbefolkat, med 3 invånare per kvadratkilometer. Närmaste större samhälle är La Almunia de Doña Godina, 15,5 km norr om Tobed. 